# José Emilio Burucúa (hijo)
José Emilio Burucúa (hijo) (Buenos Aires, 23 de noviembre de 1946), es un ensayista e historiador de arte argentino, doctor en filosofía y letras, investigador y profesor de la Universidad Nacional de San Martín. Fue ganador de cuatro premios Konex, entre ellos tres premios Konex de Platino, y el premio Konex de Brillante.

## Trayectoria profesional
José Emilio Burucúa estudió historia del arte e historia de la ciencia con Héctor Schenone, Carlo Del Bravo y Paolo Rossi. En 1985 obtuvo el título de Doctor en Filosofía y Letras en la Universidad de Buenos Aires. En la actualidad se desarrolla como codirector del Centro de Producción e Investigación en Conservación y Restauración Artística y Bibliográfica, es profesor titular de la Universidad Nacional de General San Martín y miembro de la Academia Nacional de Bellas Artes de Argentina.

## Premios
- Premio de la Crítica 2018, al mejor libro del año 2017, Fundación del Libro.[3]
- Premio Konex de Brillante 2016, en la categoría Humanidades
- Premio Konex de Platino 2016, en la categoría Estética, Teoría e Historia del Arte
- Premio Konex de Platino 2014, en la categoría Ensayo de Arte
- Premio Konex de Platino 2004, en la categoría Ensayo de Arte